# Pointe-Noire
Pointe-Noire je druhé největší město republiky Kongo. V roce 2007 mělo 715 334 obyvatel a bylo hlavním obchodním městem země. Kromě toho je zde z hlediska Konžské republiky také hlavní centrum petrochemického průmyslu a rybářského průmyslu. Dříve zde byla také významná těžba potaše.

## Doprava
Je zde mezinárodní letiště, jedno ze dvou v zemi. Končí zde také 502 kilometrů dlouhá železniční trať Chemin de fer Congo-Océan, která spojuje Pointe-Noire s hlavním městem Brazzaville.

## Partnerská města
- Le Havre, Francie
- New Orleans, USA